# Hello,shooting-star
「Hello,shooting-star」（ハロー、シューティングスター）は、moumoonのメジャー17枚目のシングルである。

## 概要
前作「I'm Scarlet」から約6ヶ月ぶりのリリース。オリコンチャートで初登場42位を記録した。
表題曲「Hello,shooting-star」はフジテレビ系アニメ「暗殺教室」エンディングテーマ曲。YUKAのどこか懐かしくなる情緒的な歌詞と歌声。MASAKIの優しくもキャッチーな曲調が絶妙に調和した1曲となっている。この曲に関してメンバーは「流れ星のように、聴いてくれる皆さんの背中をそっと押せるような曲に、しようと思いました。少しでも何か、聴いてくれた方の心に響くものがあると嬉しいです。」と語っている。
また、カップリング曲として収録されている「BF」は2014年10月22日に限定で配信されたもの。この曲はフジテレビ系ドラマ『ディア・シスター』の挿入歌であり、思わず笑顔になるリズムと口ずさみたくなるサビが印象的な1曲となっている。また、「BF」とはベストフレンドの略で、ドラマの為に書き下ろした楽曲である。 
なお今作は初回限定版のCDに、暗殺教室の殺せんせーとのコラボジャケットが使用されている。

## 収録曲

### CD
1. Hello,shooting-star
  - フジテレビ系アニメ「暗殺教室」エンディングテーマ曲。
2. BF
  - フジテレビ系ドラマ『ディア・シスター』挿入歌。
3. Hello,shooting-star（instrumental）
4. BF（instrumental）

### DVD
1. Hello,shooting-star（Video Clip）